# Tim Storms
Tim Storms (sinh ngày 28 tháng 8 năm 1972) là một ca sĩ người Mỹ kiêm soạn giả, anh đã lập kỷ lục Guinness thế giới là người đàn ông có khả năng hát nốt trầm thấp nhất thế giới trong suốt hơn 01 thập niên.

## Tiểu sử
Tim Storms sinh ra ở Tulsa thuộc bang Oklahoma và lớn lên ở Waterloo thuộc bang Indiana. Tim Storms đã biểu lộ niềm yêu thích âm nhạc từ nhỏ, anh tham gia vào giàn nhạc Thánh ca tại trường. Sau khi phát hiện khả năng đặc biệt của mình, anh quyết định theo đuổi sự nghiệp âm nhạc.

## Kỷ lục
Tim Storms có thể đạt đến nốt thấp như G-7 (0,189 Hz), tức thấp hơn đến 8 quãng 8 so với nốt trầm nhất trên đàn dương cầm là nốt G thấp. Anh đã đạt đến mức có thể hát cho voi nghe được, hay nói đúng hơn là chỉ có loài da dày này mới có thể nghe được Storms hát, chính Tim Storms cũng chẳng nghe được giọng của mình khi phát ra nốt G-7. Tim Storms cũng là người có âm vực rộng nhất, với khả năng tuyệt vời là hát được tất cả các nốt của cả 10 quãng tám.